# Anne Jahren
Anne Jahren (ur. 20 czerwca 1963 w Bærum) – norweska biegaczka narciarska, trzykrotna medalistka olimpijska i czterokrotna medalistka mistrzostw świata.

## Kariera
Igrzyska olimpijskie w Sarajewie w 1984 r. były jej olimpijskim debiutem. To tam osiągnęła swoje największe sukcesy olimpijskie. Wraz z Inger Helene Nybråten, Brit Pettersen i Berit Aunli triumfowała w sztafecie 4 × 5 km. Ponadto Jahren wywalczyła brązowy medal w biegu na 20 km techniką klasyczną, w którym lepsze okazały się jedynie zwyciężczyni Marja-Liisa Hämäläinen z Finlandii oraz druga na mecie Raisa Smietanina, reprezentantka ZSRR. Startowała także na igrzyskach olimpijskich w Calgary. W swoim najlepszym indywidualnym starcie, w biegu na 5 km techniką klasyczną zajęła 4. miejsce. Ponadto wspólnie z Trude Dybendahl, Marit Wold i Marianne Dahlmo wywalczyła srebrny medal w sztafecie.
W 1985 r. zadebiutowała na mistrzostwach świata biorąc udział w mistrzostwach w Seefeld. Zdobyła tam srebrny medal w sztafecie razem z Anette Bøe, Grete Ingeborg Nykkelmo i Berit Aunli. Była także piąta w biegu na 10 km techniką dowolną. Mistrzostwa świata w Oberstdorfie w 1987 r. były najlepszymi w jej karierze. Zdobyła złoty medal w biegu na 10 km stylem klasycznym oraz srebrny w sztafecie. Norweżki w sztafecie wzięły udział w składzie: Marianne Dahlmo, Nina Skeime, Anne Jahren i Anette Bøe. Dwa lata później, podczas mistrzostw świata w Laht w 1989 r. zajęła 5. miejsce w biegu na 15 km techniką klasyczną. Ponadto wspólnie z Inger Helene Nybråten, Niną Skeime i Marianne Dahlmo zdobyła brązowy medal w sztafecie.
Podczas mistrzostw świata juniorów w Schonach w 1981 roku zwyciężyła w sztafecie i w biegu na 5 km. Na rozgrywanych rok później mistrzostwach świata juniorów w Murau była ósma na dystansie 5 km, a w sztafecie ponownie zdobyła złoty medal.
Najlepsze wyniki w Pucharze Świata osiągnęła w sezonie 1983/1984, kiedy to zajęła 3. miejsce w klasyfikacji generalnej. Łącznie 14 razy stawała na podium zawodów Pucharu Świata, w tym dwa razy zwyciężała. W 1990 r. postanowiła zakończyć karierę.

## Osiągnięcia

### Igrzyska olimpijskie
| Miejsce | Dzień     | Rok  | Miejscowość | Konkurencja             | Czas biegu | Strata  | Zwyciężczyni           |
| ------- | --------- | ---- | ----------- | ----------------------- | ---------- | ------- | ---------------------- |
| 5.      | 9 lutego  | 1984 | Sarajewo    | 10 km stylem klasycznym | 31:44,2    | +42,0   | Marja-Lisa Hämälainen  |
| 7.      | 12 lutego | 1984 | Sarajewo    | 5 km stylem klasycznym  | 17:04,0    | +34,3   | Marjo Matikainen       |
| 1.      | 15 lutego | 1984 | Sarajewo    | Sztafeta 4 × 5 km       | 1:06:49,7  | -       | -                      |
| 3.      | 18 lutego | 1984 | Sarajewo    | 20 km stylem klasycznym | 1:01:45,0  | +1:28,6 | Marja-Liisa Hämäläinen |
| 16.     | 14 lutego | 1988 | Calgary     | 10 km stylem klasycznym | 30:08,3    | +1:25,8 | Vida Vencienė          |
| 4.      | 17 lutego | 1988 | Calgary     | 5 km stylem klasycznym  | 15:04,0    | +8,6    | Marjo Matikainen       |
| 2.      | 21 lutego | 1988 | Calgary     | Sztafeta 4 × 5 km       | 59:51,1    | +1:41,9 | ZSRR                   |

### Mistrzostwa świata
| Miejsce | Dzień       | Rok  | Miejscowość      | Konkurencja             | Czas biegu | Strata  | Zwyciężczyni        |
| ------- | ----------- | ---- | ---------------- | ----------------------- | ---------- | ------- | ------------------- |
| 5.      | 19 stycznia | 1985 | Seefeld in Tirol | 10 km stylem dowolnym   | 30:54,8    | +24,3   | Anette Bøe          |
| 2.      | 23 stycznia | 1985 | Seefeld in Tirol | Sztafeta 4 × 5 km       | 1:04:50,1  | +8,7    | ZSRR                |
| 1.      | 13 lutego   | 1987 | Oberstdorf       | 10 km stylem klasycznym | 31:49,5    | -       | -                   |
| 8.      | 16 lutego   | 1987 | Oberstdorf       | 5 km stylem klasycznym  | 14:45,7    | +23,2   | Marjo Matikainen    |
| 2.      | 18 lutego   | 1987 | Oberstdorf       | Sztafeta 4 × 5 km       | 58:08,8    | +37,3   | ZSRR                |
| 8.      | 20 lutego   | 1987 | Oberstdorf       | 20 km stylem dowolnym   | 57:20,5    | +1:31,2 | Marie-Helene Westin |
| 5.      | 21 lutego   | 1989 | Lahti            | 15 km stylem klasycznym | 47:46,6    | +1:13,9 | Marjo Matikainen    |
| 3.      | 23 lutego   | 1989 | Lahti            | Sztafeta 4 × 5 km       | 54:49,8    | +1:02,5 | Finlandia           |

### Mistrzostwa świata juniorów
| Miejsce | Dzień   | Rok  | Miejscowość | Konkurencja            | Wynik    | Strata | Zwyciężczyni   |
| ------- | ------- | ---- | ----------- | ---------------------- | -------- | ------ | -------------- |
| 1.      | luty    | 1981 | Schonach    | 5 km stylem klasycznym | 17:27,88 | -      | -              |
| 1.      | luty    | 1981 | Schonach    | Sztafeta 3 × 5 km      | 52:12,54 | -      | -              |
| 8.      | ? marca | 1982 | Murau       | 5 km stylem klasycznym | 14:07,4  | +31,3  | Hanne Krogstad |
| 1.      | ? marca | 1982 | Murau       | Sztafeta 3 × 5 km      | 46:25,3  | -      | -              |

### Puchar Świata

#### Miejsca w klasyfikacji generalnej
- sezon 1981/1982: 34.
- sezon 1982/1983: 5.
- sezon 1983/1984: 3.
- sezon 1984/1985: 11.
- sezon 1985/1986: 4.
- sezon 1986/1987: 8.
- sezon 1987/1988: 17.
- sezon 1988/1989: 10.
- sezon 1989/1990: 15.

#### Miejsca na podium
| Nr  | Dzień       | Rok  | Miejscowość | Konkurencja             | Czas biegu | Strata  | Miejsce | Zwycięzca               |
| --- | ----------- | ---- | ----------- | ----------------------- | ---------- | ------- | ------- | ----------------------- |
| 1.  | 14 stycznia | 1983 | Stachy      | 10 km stylem klasycznym | ?          | ?       | 2       | Brit Pettersen          |
| 2.  | 10 lutego   | 1983 | Sarajewo    | 5 km stylem klasycznym  | ?          | ?       | 2       | Blanka Paulů            |
| 3.  | 19 lutego   | 1983 | Kawgołowo   | 20 km stylem klasycznym | ?          | ?       | 3       | Květa Jeriová           |
| 4.  | 20 marca    | 1983 | Anchorage   | 10 km stylem klasycznym | ?          | ?       | 3       | Marja-Liisa Hämäläinen  |
| 5.  | 17 grudnia  | 1983 | Autrans     | 10 km stylem klasycznym | ?          | ?       | 3       | Marja-Liisa Hämäläinen  |
| 6.  | 18 lutego   | 1984 | Sarajewo    | 20 km stylem klasycznym | 1:01:45,0  | +1:28,6 | 3       | Marja-Liisa Hämäläinen  |
| 7.  | 24 marca    | 1984 | Murmańsk    | 10 km stylem klasycznym | ?          | ?       | 3       | Inger Helene Nybråten   |
| 8.  | 22 lutego   | 1986 | Kawgołowo   | 10 km stylem klasycznym | ?          | -       | 1       | -                       |
| 9.  | 2 marca     | 1986 | Lahti       | 5 km stylem klasycznym  | ?          | ?       | 2       | Marjo Matikainen        |
| 10. | 15 marca    | 1986 | Oslo        | 10 km stylem dowolnym   | ?          | ?       | 3       | Jaana Savolainen        |
| 11. | 13 lutego   | 1987 | Oberstdorf  | 10 km stylem klasycznym | 31:49,5    | -       | 1       | -                       |
| 12. | 21 marca    | 1987 | Oslo        | 20 km stylem dowolnym   | ?          | ?       | 3       | Brit Pettersen          |
| 13. | 13 stycznia | 1989 | Klingenthal | 10 km stylem klasycznym | ?          | ?       | 3       | Marianne Dahlmo         |
| 14. | 14 marca    | 1989 | Oslo        | 20 km łączony           | ?          | ?       | 3       | Marja-Liisa Kirvesniemi |